# Paragona
Paragona is een geslacht van vlinders van de familie spinneruilen (Erebidae), uit de onderfamilie Calpinae.

## Soorten
- P. auroviridis Viette, 1958
- P. biangulata Wileman, 1915
- P. cleorides Wileman, 1911
- P. dubia Wileman, 1916
- P. gloriosa Viette, 1956
- P. multisignata Christoph, 1880
- P. obliquisigna (Hampson, 1926)
- P. viridicincta Viette, 1956